# Puente Viesgo
Puente Viesgo és un municipi situat en la Comunitat Autònoma de Cantàbria, en la comarca del Pas. Els seus límits són: al nord amb Piélagos, a l'oest amb Torrelavega i San Felices de Buelna, a l'est amb Castañeda i Santiurde de Toranzo i al sud amb Corvera de Toranzo.

## Localitats
- Aés
- Hijas
- Las Presillas
- Puente Viesgo (Capital)
- Vargas

## Demografia
| 1900  | 1910  | 1920  | 1930  | 1940  | 1950  | 1960  | 1970  | 1981  | 1991  | 2000  | 2007  |
| ----- | ----- | ----- | ----- | ----- | ----- | ----- | ----- | ----- | ----- | ----- | ----- |
| 1.972 | 2.003 | 2.102 | 2.320 | 2.504 | 2.569 | 2.810 | 2.550 | 2.497 | 2.464 | 2.358 | 2.651 |

Font: INE

## Administració
| Eleccions municipals, 23 de maig de 2003 |      |        |          |
| Partit                                   | Vots | %      | Regidors |
| PRC                                      | 1236 | 63,71% | 8        |
| PP                                       | 368  | 18,79% | 2        |
| PSOE                                     | 194  | 10%    | 1        |

| Eleccions municipals, 27 de maig de 2007 |      |        |          |
| Partit                                   | Vots | %      | Regidors |
| PRC                                      | 1320 | 65,77% | 8        |
| PP                                       | 317  | 15,79% | 2        |
| PSOE                                     | 226  | 11,26% | 1        |